# Metalimnobia tenua
Metalimnobia tenua là một loài ruồi trong họ Limoniidae. Chúng phân bố ở miền Cổ bắc.